# Henryk Eisenbett
Henryk Eisenbett (ur. ?, zm. 1943) – polski sportowiec i działacz sportowy żydowskiego pochodzenia, pływak i hokeista, uczestnik powstania w getcie warszawskim. 

## Życiorys
Założyciel i lider sekcji pływackiej warszawskiego klubu sportowego Korona Warszawa w latach 1917–1919, a następnie Polonii Warszawa. Był uznanym skoczkiem do wody (uczestnik Mistrzostw Warszawy)  oraz hokeistą. 
Zginął podczas powstania w getcie warszawskim.